# Dufourea longicornis
Dufourea longicornis là một loài Hymenoptera trong họ Halictidae. Loài này được Warncke mô tả khoa học năm 1979.